# Lentopalloseura Kokkolan Tiikerit 2017-2018
Questa voce raccoglie le informazioni riguardanti il Lentopalloseura Kokkolan Tiikerit nelle competizioni ufficiali della stagione 2017-2018.

## Organigramma societario
Area direttiva
- Presidente: Lauri Heikkilä

Area tecnica
- Allenatore: Tapio Nissi

## Rosa
| N° | Nome               | Ruolo | Data di nascita   | Nazionalità sportiva |
| -- | ------------------ | ----- | ----------------- | -------------------- |
| 1  | Lasse Jylhä        | P     | 2 agosto 1996     | Finlandia            |
| 2  | Lauri Jylhä        | S     | 2 agosto 1996     | Finlandia            |
| 3  | Uchenna Ofoha      | C     | 16 giugno 1994    | Canada               |
| 4  | Anton Välimaa      | P     | 22 agosto 1999    | Finlandia            |
| 5  | Jack Wilson        | O     | 12 settembre 1993 | Stati Uniti          |
| 5  | Fredric Gustavsson | O     | 7 marzo 1991      | Svezia               |
| 6  | Robert Seppänen    | S     | 14 luglio 1990    | Finlandia            |
| 7  | Jere Syrjälä       | L     | 19 aprile 1997    | Finlandia            |
| 8  | Teemu Lahti        | S     | 27 agosto 1996    | Finlandia            |
| 9  | Simon Hone         | C     | 16 giugno 1994    | Australia            |
| 10 | Niklas Breilin     | L     | 8 settembre 1999  | Finlandia            |
| 11 | Antti Leppälä      | C     | 8 maggio 1992     | Finlandia            |
| 12 | Benjami Montonen   | S     | 27 ottobre 1991   | Finlandia            |
| 13 | Kalle Määttä       | P     | 4 ottobre 1984    | Finlandia            |

## Statistiche

### Statistiche dei giocatori
| Giocatore     | L. Mestaruusliiga | L. Mestaruusliiga | L. Mestaruusliiga | L. Mestaruusliiga | L. Mestaruusliiga | Coppa di Finlandia | Coppa di Finlandia | Coppa di Finlandia | Coppa di Finlandia | Coppa di Finlandia | Totale | Totale | Totale | Totale | Totale |  |
| Giocatore     | P                 | PT                | AV                | MV                | BV                | P                  | PT                 | AV                 | MV                 | BV                 | P      | PT     | AV     | MV     | BV     |  |
| ------------- | ----------------- | ----------------- | ----------------- | ----------------- | ----------------- | ------------------ | ------------------ | ------------------ | ------------------ | ------------------ | ------ | ------ | ------ | ------ | ------ |  |
| N. Breilin    | 30                | 0                 | 0                 | 0                 | 0                 | 1                  | 0                  | 0                  | 0                  | 0                  | 31     | 0      | 0      | 0      | 0      |  |
| F. Gustavsson | 16                | 379               | 329               | 18                | 32                | -                  | -                  | -                  | -                  | -                  | 16     | 379    | 329    | 18     | 32     |  |
| S. Hone       | 29                | 141               | 94                | 39                | 8                 | 1                  | 3                  | 3                  | 0                  | 0                  | 30     | 144    | 97     | 39     | 8      |  |
| Lasse Jylhä   | 19                | 15                | 6                 | 2                 | 7                 | 1                  | 1                  | 0                  | 0                  | 1                  | 20     | 16     | 6      | 2      | 8      |  |
| Lauri Jylhä   | 28                | 304               | 279               | 13                | 12                | 0                  | 0                  | 0                  | 0                  | 0                  | 28     | 304    | 279    | 13     | 12     |  |
| T. Lahti      | 29                | 163               | 136               | 10                | 17                | 1                  | 14                 | 14                 | 0                  | 0                  | 30     | 177    | 150    | 10     | 17     |  |
| A. Leppälä    | 30                | 222               | 155               | 42                | 25                | 1                  | 11                 | 8                  | 3                  | 0                  | 31     | 233    | 163    | 45     | 25     |  |
| K. Määttä     | 22                | 59                | 32                | 18                | 9                 | -                  | -                  | -                  | -                  | -                  | 22     | 59     | 32     | 18     | 9      |  |
| B. Montonen   | 6                 | 16                | 15                | 1                 | 0                 | 0                  | 0                  | 0                  | 0                  | 0                  | 6      | 16     | 15     | 1      | 0      |  |
| U. Ofoha      | 25                | 84                | 57                | 26                | 1                 | 0                  | 0                  | 0                  | 0                  | 0                  | 25     | 84     | 57     | 26     | 1      |  |
| R. Seppänen   | 30                | 230               | 195               | 23                | 12                | 1                  | 15                 | 9                  | 5                  | 1                  | 31     | 245    | 204    | 28     | 13     |  |
| J. Syrjälä    | 1                 | 0                 | 0                 | 0                 | 0                 | -                  | -                  | -                  | -                  | -                  | 1      | 0      | 0      | 0      | 0      |  |
| A. Välimaa    | 7                 | 12                | 6                 | 3                 | 3                 | 1                  | 0                  | 0                  | 0                  | 0                  | 8      | 12     | 6      | 3      | 3      |  |
| J. Wilson     | 5                 | 64                | 54                | 6                 | 4                 | 1                  | 17                 | 13                 | 1                  | 3                  | 6      | 81     | 67     | 7      | 7      |  |

P = presenze; PT = punti totali; AV = attacchi vincenti; MV = muri vincenti; BV = battute vincenti